# Wave Rock
Wave Rock est une formation rocheuse naturelle composée de granite ocre en forme de vague. Engendrée par la forte érosion, elle se trouve en Australie. Son nom provient de sa forme qui rappelle une grande vague en train de se briser.

## Géographie
Elle se trouve à l'est de la petite ville de Hyden en Australie-Occidentale. Elle se trouve au milieu d'une vaste plaine du sud-ouest australien. Elle s'étend sur plusieurs centaines de mètres de long et est haute de quinze mètres.

## Géologie
Wave Rock est composée de granite. Le rocher semble s'être formé il y a 60 000 000 d'années et la forme du rocher n'est pas due à un phénomène d'ondulation, mais plutôt à la lente érosion du granite par le vent et les eaux, bien que celle-ci ait commencé en sous-sol. 
Le résultat final est une base ondulée et un surplomb arrondi.
Un des aspects de Wave Rock qui est rarement montré par les photographes est le mur de retenue qui se trouve à mi chemin du haut du rocher. Celui-ci suit son tracé et permet la collecte de l'eau de pluie qui est redirigé vers un barrage. Ce mur de retenue a été construit en 1951 par Public Works Department, et de tels murs se retrouvent sur les rochers de la « wheatbelt ».

## Dans la culture populaire
Wave Rock a une signification culturelle pour les Aborigènes. Plus de 140 000 touristes visitent Wave Rock chaque année et un pont aérien a été mis en place pour rallier Hyden en avion.
Le site de Wave Rock a été utilisé pour un épisode de Japan's Next Top Model en 2008.

### Festival de musique de Wave Rock
Wave Rock accueille un festival de musique une fois par an.

## Sources
- (en) Cet article est partiellement ou en totalité issu de l’article de Wikipédia en anglais intitulé « Wave Rock » (voir la liste des auteurs).